# 高遵裕
高遵裕（1026年—1085年），字公綽，蒙城（今安徽蒙城縣）人。
忠武軍節度使高瓊之孫，高繼宣之子。以父蔭累遷秦鳳安撫副使。神宗即位，以与夏人交涉得体，擢知保安军。熙寧年間，請人繪製“青唐武勝形勢”獻上朝廷，擢拔為副使。元豐四年（1081年）冬，率領宋軍近九萬人同西夏軍作戰，這時涇原副都總管劉昌祚已先夺堪哥平磨哆隘口（灵州南百余里），勢如破竹，十月三十日至灵州（宁夏灵武）城下，遵裕恐刘昌祚先攻下灵州城，搶了戰功，遂命令昌祚暂缓攻城，以致贻误战机。三日後，高遵裕趕至靈州，结果攻城十八天不下，士兵乏食，夏人決黃河七級渠水淹灌宋軍。宋軍在靈州（今寧夏靈武縣西南）被打敗，軍民死傷甚眾。遵裕被贬为郢州（今湖北钟祥）团练副使。宰相蔡确请復其官职，太后不准。哲宗即位，恢复右屯卫将军之职，不久去世。元丰八年（1085）卒，年六十，追赠永州团练使。

## 延伸阅读
[在维基数据编辑]
 《宋史·卷464》，出自脱脱《宋史》